# Redenção (filme de 2004)
Redemption: The Stan Tookie Williams Story (bra/prt Redenção) é um telefilme estadunidense de 2004, do gênero drama biográfico, dirigido por Vondie Curtis-Hall, com roteiro baseado na vida de Stanley Tookie Williams III.

## Sinopse
Stan "Tookie" Williams criou uma gangue de rua em Los Angeles, foi preso e condenado à morte. Arrependido, narrou sua história a uma jornalista, passando a lutar contra a violência e escrevendo livros sobre como manter as crianças longe das gangues. Stan foi aclamado pela crítica mundial e recebeu quatro indicações ao Prêmio Nobel da Paz, mas não conseguiu a liberdade.

## Elenco
- Jamie Foxx... Stan 'Tookie' Williams
- Lynn Whitfield... Barbara Becnel
- Lee Thompson Young... Charles Becnel
- Brenden Jefferson... Young Stan Williams
- Brenda Bazinet	... Barbara's Agent
- Wes Williams... Tony Bogard